# 元大橋
元大橋（もとおおはし）は、神奈川県横浜市栄区の町名。現行行政地名は元大橋一丁目及び元大橋二丁目。住居表示実施済み区域。

## 地理
栄区の中北部に位置する。北半分が一丁目、南半分が二丁目で、町の大部分が戸建ての住宅街となっている。港南区との区境の尾根は武蔵国と相模国の国境であり、北西端にある元大橋公園には道標が設けられている。町内に鉄道はないが、若竹町との境の通りにはJR根岸線港南台駅と庄戸・桂台中央・上郷ネオポリス方面を結ぶ路線バスが日中でも1時間に7本以上と頻発している。

### 地価
住宅地の地価は、2025年（令和7年）1月1日の公示地価によれば、元大橋1-19-5の地点で22万7000円/m²、元大橋2-36-5の地点で19万円/m²となっている。

## 歴史

### 沿革
地名は以前の字の大橋谷戸より取られており、すでに南区に大橋の地名があったため元大橋とされた。かつては鎌倉郡本郷村の一部であり、1939年（昭和14年）4月1日に横浜市戸塚区に編入され、戸塚区の一部となった。1963年から1970年にかけて、のちの元大橋と若竹町にまたがる42ヘクタールの土地で、現在の栄区での最初の大規模宅地開発が行われ、
1973年（昭和48年）6月11日に鍛冶ケ谷・中野町・上郷町の各一部から分離して元大橋一・二丁目が新設。同時に住居表示が実施された。1986年に、分区により栄区元大橋となり現在に至る。

### 町名の変遷
| 実施後       | 実施年月日                | 実施前（各町名ともその一部）         |
| ------------ | ------------------------- | ------------------------------------ |
| 元大橋一丁目 | 1973年（昭和48年）6月11日 | 上鍛冶ケ谷町、中野町（各一部）       |
| 元大橋二丁目 | 1973年（昭和48年）6月11日 | 鍛冶ケ谷町、中野町、上郷町（各一部） |

## 世帯数と人口
2025年（令和7年）6月30日現在（横浜市発表）の世帯数と人口は以下の通りである。
| 丁目         | 世帯数    | 人口    |
| ------------ | --------- | ------- |
| 元大橋一丁目 | 985世帯   | 1,957人 |
| 元大橋二丁目 | 542世帯   | 1,154人 |
| 計           | 1,527世帯 | 3,111人 |

### 人口の変遷
国勢調査による人口の推移。
| 年                 | 人口  |
| ------------------ | ----- |
| 1995年（平成7年）  | 3,652 |
| 2000年（平成12年） | 3,500 |
| 2005年（平成17年） | 3,284 |
| 2010年（平成22年） | 3,269 |
| 2015年（平成27年） | 3,162 |
| 2020年（令和2年）  | 3,068 |

### 世帯数の変遷
国勢調査による世帯数の推移。
| 年                 | 世帯数 |
| ------------------ | ------ |
| 1995年（平成7年）  | 1,275  |
| 2000年（平成12年） | 1,320  |
| 2005年（平成17年） | 1,312  |
| 2010年（平成22年） | 1,356  |
| 2015年（平成27年） | 1,354  |
| 2020年（令和2年）  | 1,358  |

## 学区
市立小・中学校に通う場合、学区は以下の通りとなる（2024年11月時点）。
| 丁目         | 番地 | 小学校             | 中学校             |
| ------------ | ---- | ------------------ | ------------------ |
| 元大橋一丁目 | 全域 | 横浜市立桜井小学校 | 横浜市立本郷中学校 |
| 元大橋二丁目 | 全域 | 横浜市立桜井小学校 | 横浜市立本郷中学校 |

## 事業所
2021年（令和3年）現在の経済センサス調査による事業所数と従業員数は以下の通りである。
| 丁目         | 事業所数 | 従業員数 |
| ------------ | -------- | -------- |
| 元大橋一丁目 | 24事業所 | 86人     |
| 元大橋二丁目 | 22事業所 | 135人    |
| 計           | 46事業所 | 221人    |

### 事業者数の変遷
経済センサスによる事業所数の推移。
| 年                 | 事業者数 |
| ------------------ | -------- |
| 2016年（平成28年） | 45       |
| 2021年（令和3年）  | 46       |

### 従業員数の変遷
経済センサスによる従業員数の推移。
| 年                 | 従業員数 |
| ------------------ | -------- |
| 2016年（平成28年） | 181      |
| 2021年（令和3年）  | 221      |

## 施設
- 横浜元大橋郵便局[20]

## その他

### 日本郵便
- 郵便番号 : 247-0011[3]（集配局：大船郵便局[21]）

### 警察
町内の警察の管轄区域は以下の通りである。
| 丁目         | 番・番地等 | 警察署   | 交番・駐在所 |
| ------------ | ---------- | -------- | ------------ |
| 元大橋一丁目 | 全域       | 栄警察署 | 元大橋交番   |
| 元大橋二丁目 | 全域       | 栄警察署 | 元大橋交番   |